# Municipio de Ixcateopan de Cuauhtémoc
El municipio de Ixcateopan de Cuauhtémoc es uno de los 85 municipios de Guerrero, su cabecera municipal es la localidad homónima de Ixcateopan de Cuauhtémoc, la más poblada del municipio.

## Demografía
El municipio según el censo oficial de INEGI tenía 6,603 habitantes.
| Población de el Municipio de Ixcateopan |
|                                         |
| Fuente:INEGI                            |

### Localidades
En el censo de 2020 el municipio de Ixcateopan de Cuauhtémoc contaba con 27 localidades.
| Código INEGI    | Localidad                         | Población (2020) |
| --------------- | --------------------------------- | ---------------- |
| 120370001       | Ixcateopan de Cuauhtémoc          | 2 493            |
| 120370003       | San Martín Pachivia               | 978              |
| 120370010       | Simatel                           | 415              |
| 120370012       | Tenanguillo de las Cañas          | 365              |
| 120370004       | Pipincatla                        | 350              |
| 120370013       | Teucizapan                        | 309              |
| 120370007       | Romita                            | 189              |
| 120370014       | Xalostoc                          | 149              |
| 120370009       | San Pedro Guadalupe               | 123              |
| 120370005       | El Potrero                        | 122              |
| 120370008       | San Juan                          | 114              |
| 120370068       | El Puente                         | 91               |
| 120370033       | Huixquila                         | 76               |
| 120370011       | Tecociapa                         | 72               |
| 120370065       | La Monera Tecorral                | 69               |
| 120370002       | Amealco                           | 56               |
| 120370050       | Tilapa                            | 48               |
| 120370032       | Zazacuala                         | 43               |
| 120370016       | Zozoquitla                        | 15               |
| 120370060       | Barrio de los García              | 15               |
| 120370067       | Paredones                         | 14               |
| 120370046       | Loma Linda                        | 13               |
| 120370061       | Barrio de los Tejas               | 9                |
| 120370047       | El Amate Prieto                   | 5                |
| 120370015       | Zacatales                         | 3                |
| 120370062       | El Crucero de San Martín Pachivia | 1                |
| 120370063       | La Loma el Ocote                  | 1                |
| Total municipal | Total municipal                   | 6 138            |

## Cultura
Monumentos Históricos
Iglesia de Santa María de la Asunción - aquí se encuentran los restos de Cuauhtémoc.
Monumento de cuerpo entero de Cuauhtémoc.
Museos
Cuenta con un museo en el que se exhiben piezas arqueológicas de las culturas prehispánicas.
Fiestas, Danzas y Tradiciones
En febrero se festeja el natalicio de Cuauhtémoc; del 1 al 15 de agosto a santa María de la Asunción; el 31 de octubre a los niños difuntos; el 2 de noviembre a todos los difuntos; 12 de diciembre a la virgen de Guadalupe; del 31 de diciembre al 6 de enero al Santo Niño de Atocha.

## Presidentes Municipales
Lista de los Presidentes desde 1969.
| Período   | Presidente municipal             |
| 1969-1971 | Saúl Jaimes Martínez             |
| 1972-1974 | Rafael Rodríguez del Olmo        |
| 1975-1977 | Camerino Fernández Soto          |
| 1978-1980 | Tomás Cano Blanco                |
| 1981-1983 | Ausencia Blanco Rivera           |
| 1984-1986 | Matilde Helionora Parra Terán    |
| 1987-1989 | Damián Castillo Rodríguez        |
| 1990-1993 | Roberto Rodríguez Rodríguez      |
| 1993-1996 | Trinidad Rodarte Mendoza         |
| 1996-1999 | Marco Antonio Treviño Bustamante |
| 1999-2002 | Floriberto Rodríguez Álvarez     |
| 2002-2005 | Rafael Celio Barrera Rodríguez   |
| 2005-2008 | Ulises Ríos Cabrera              |
| 2008-2012 | Darío Pérez Morales              |
| 2012-2015 | Filiberta Honelia Barrera Bahena |
| 2015-2018 | Víctor Delgado Nava              |